# 저동중학교
저동중학교는 대한민국 경기도 고양시 일산동구 정발산동에 있는 공립 중학교로, 이 학교는 1995년 3월 1일에 개교되었다.

## 학교 연혁
- 1995년 3월 1일 : 학교 개교(4학급 1학년 2학급, 2학년 1학급, 3학년 1학급)
- 1995년 3월 1일 : 초대 권순악 교장 취임
- 1996년 2월 15일 : 제1회 졸업식(남 34명, 여 38명 계 72명 총 72명)
- 2018년 2월 9일 : 제23회 졸업식(230명, 총 9,787명)
- 2018년 3월 2일 : 19학급 편성 1학년 6학급, 2학년 6학급, 3학년 7학급
- 2020년 3월 2일 : 제10대 김영규 교장 취임

## 참고 자료
- 저동중학교 - 한국교육학술정보원 학교알리미